# オセアナ
オセアナ (Oceana) は、P&Oクルーズが所有していたクルーズ客船の1つ。プリンセス・クルーズから由緒ある「プリンセス」の称号を得た船である。「オーシャン・プリンセス」として知られていた。
新型コロナウイルス感染症（COVID-19）蔓延の影響でクルーズ業界が甚大な被害を受けていることなどの理由から、親会社であるカーニバル・コーポレーションは同社傘下の船体13隻を手放す計画を発表しており、本船はそのうちのひとつとなっている。

## 施設
オセアナにはデッキが11あり、そのうち10のデッキには乗客が立ち入ることができる。客室は全部で1,008室あり、そのうちの603室が海側に面している。バルコニー客室が多いのも特徴である。
クルーズ料金に含まれる船内施設には、12の飲食施設と4つのレストランがあり、そのうちの1つのレストランは24時間営業でビュッフェを提供している。有名なマルコ・ピエール・ホワイトもシェフの1人である。ジム、スポーツコート、カジノ、ゴルフシミュレーター、スパ、4つのプール、530席のシアターなどもある。

## ギャラリー

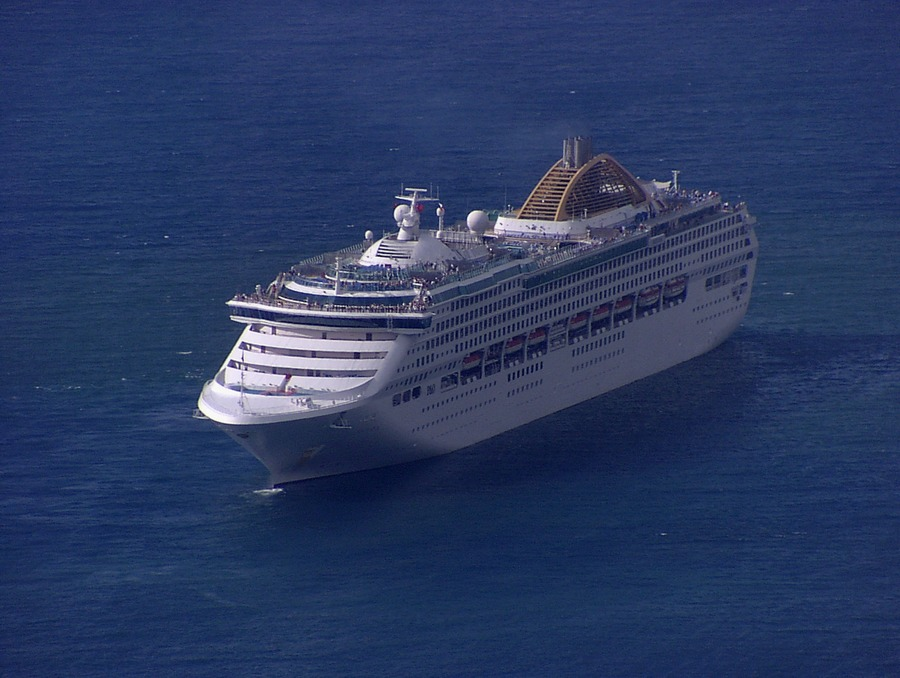
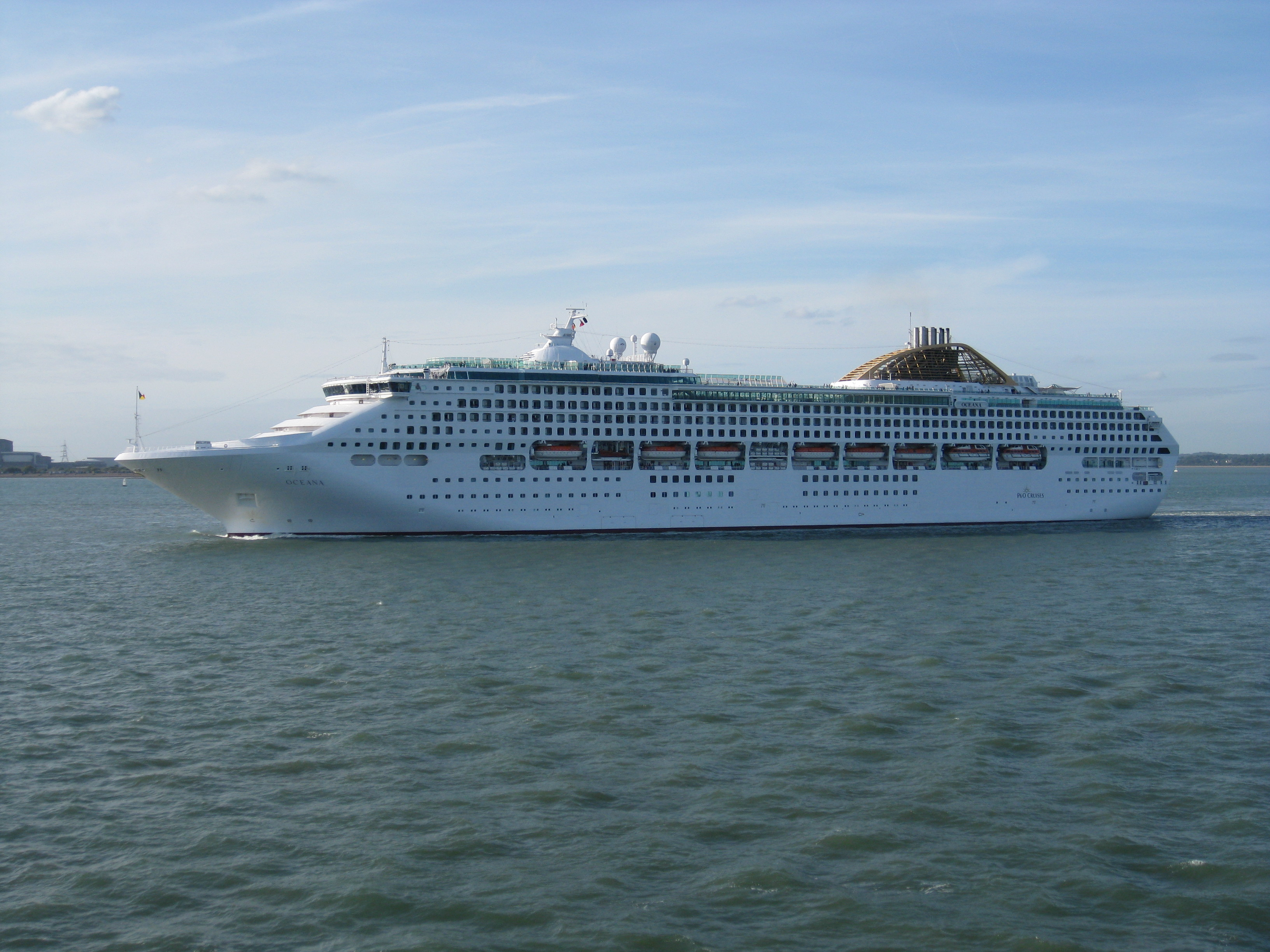